# 万兴街道
万兴街道，是中华人民共和国天津市南开区下辖的一个乡镇级行政单位。

## 行政区划
万兴街道下辖以下地区：
同富社区、长江里社区、长宁里社区、天环里社区、三潭西里社区、华章里社区、卧龙社区、三潭东里社区、风荷园社区、金融街社区、兴泰路社区、义兴里社区、南丰里社区、龙井里社区、玉皇里社区、紫云里社区、万德社区、双峰里社区、玉泉里社区、佳音里社区、天大北五村社区和苏堤路社区。